# Accel Partners
Accel Partners ist eine Risikokapital-Beteiligungsgesellschaft. Das Unternehmen wurde 1983 gegründet und hat seinen Hauptsitz in Palo Alto, Kalifornien sowie Niederlassungen in Bangalore, Beijing, London und Shanghai.
Accel Partners verwaltet 6 Milliarden US-Dollar und unterstützte über 300 Unternehmensgründungen, darunter Kayak, Etsy, Macromedia, metroPCS oder Walmart.com. Im Jahr 2000 erfolgte eine Zusammenarbeit mit Kohlberg Kravis Roberts & Co.
Accel Partners stieg 2005 mit 12,7 Mio. Dollar bei Facebook ein. Bei dessen Börsengang 2012 war Accel mit 10 % Anteil im Wert von rund 10 Mrd. Dollar größter Anteilseigner nach Gründer Mark Zuckerberg.

## Investments
- Actuate
- AdMob
- Alfresco
- Altor Networks
- AMCC
- Atlassian
- Baidu
- BBN Technologies
- Brightcove
- Bryter
- ComScore
- Etsy
- Facebook
- Focus Media
- Foundry Networks
- Gameforge
- GetJar
- Gigle Networks
- Glam Media
- Infinera
- Interwoven
- JBoss
- Kayak
- Knewton
- Macromedia
- metroPCS
- Netskope
- Nimbula
- Personio
- Polycom/PictureTel
- Portal Software
- QlikTech
- Real Networks
- Redback Networks
- ResearchGate
- Riverbed Technology
- SB Nation
- Sohu.com
- Supercell
- UUNet
- Veritas
- Walmart.com
- Webroot
- XenSource
- Zimbra